# Escala de Mulliken
La escala Mulliken (también llamada escala Mulliken-Jaffe) es una escala para la electronegatividad de los elementos químicos. Desarrollado por Robert S. Mulliken en 1934, se basa en la electronegatividad Mulliken (cM) que promedia la afinidad electrónica (AE) (la tendencia de un átomo a adquirir carga negativa) y los potenciales de ionización de sus electrones de valencia ΔEv (la tendencia de un átomo a adquirir carga positiva). Las unidades empleadas son el kJ/mol:
cM = (AE + ΔEv)/2
Algunos valores de la electronegatividad en la escala Mulliken:
| H 3,06  |         |         |         |         |         |         |         |
| Li 1,28 | Be 1,99 | B 1,83  | C 2,67  | N 3,08  | O 3,21  | F 4,42  | Ne 4,60 |
| Na 1,21 | Mg 1,63 | Al 1,37 | Si 2,03 | P 2,39  | S 2,65  | Cl 3,54 | Ar 3,36 |
| K 1,03  | Ca 1,30 | Ga 1,34 | Ge 1,95 | As 2,26 | Se 2,51 | Br 3,24 | Kr 2,98 |
| Rb 0,99 | Sr 1,21 | In 1,30 | Sn 1,83 | Sb 2,06 | Te 2,34 | I 2,88  | Xe 2,59 |

La escala de Mulliken presenta un inconveniente, pues la afinidad electrónica y los potenciales de ionización son diferentes cuando un átomo está aislado y cuando se encuentra formando un compuesto. Por este motivo, la Escala de Pauling, cuyos cálculos se basan en la energía de enlace, es más usada que la escala de Mulliken.

Pero es importante saber que la escala de Pauling no es una escala creada por el mismo, Linus Pauling, sino que es la interpretación de otros científicos y docentes, que malinterpretaron sus ideas. Ya que si se usa  esa escala para saber si por ejemplo que enlace forman: C-S, B-As, N-Cl o H-P, etc, según la "escala de E.N. de Pauling" estos compuesto tienen enlaces covalentes apolares, pero basados en su geometría estereoquímica SÍ forman polos (la estereoquímica es la ciencia que estudia la disposición espacial que adoptan las moléculas para minimizar las repulsiones electrónicas causadas por los electrones enlazados como no enlazados), entonces no se puede confiar en aquella "tabla". Se recomienda lo siguiente:
Para identificar el tipo de enlace
Metal + Metal= Metálico
Metal + No Metal= Iónico
No Metal + No Metal= Elementos Iguales➡Apolar ; Elementos Diferentes➡Polar